# Liste der Monuments historiques in Carbonne
Die Liste der Monuments historiques in Carbonne führt die Monuments historiques in der französischen Gemeinde Carbonne auf.

## Liste der Bauwerke
| Bezeichnung       | Beschreibung | Standort                        | Kennzeichnung | Schutzstatus | Datum | Bild           |
| ----------------- | ------------ | ------------------------------- | ------------- | ------------ | ----- | -------------- |
| Taubenturm        |              | 31, rue Étienne-Prosjean (Lage) | PA31000085    | Inscrit      | 2009  | weitere Bilder |
| Kirche St-Laurent |              | (Lage)                          | PA00094303    | Inscrit      | 1965  | weitere Bilder |